# Mathilda Ranch
Mathilda Ranch, nata Carolina Mathilda Ranch (Copenaghen, 23 giugno 1860 – Varberg, 11 giugno 1938), è stata una fotografa svedese, di origini danesi.

## Origini familiari
Sua madre, Theresia Walther (1834–1910), era figlia di mercanti tedeschi, immigrati a Göteborg. Suo padre Wilhelm (1828–1906), era danese, originario di Copenaghen, il quale incontrò Theresia a Göteborg nel 1853. In quel periodo egli era apprendista falegname. L'anno successivo nacque il loro primo figlio e lasciarono Göteborg per trasferirsi ad Amsterdam. I coniugi Ranch hanno vissuto all'estero per diversi anni e sono nati altri figli. 

## Biografia
Nel 1860, quando nacque Mathilda, la famiglia viveva a Copenaghen, dove il padre svolgeva la professione di falegname. Dieci anni dopo i Ranch tornarono a Göteborg dove Wilhelm fu impiegato come assistente fotografo nel celebre atelier Unna & Höffert del tedesco Wilhelm Höffert (1832-1901) e del danese pittore e fotografo Moritz Unna (1811-1871). Successivamente si impiegò in quello di Aron Jonasson (1838-1914).
Nel 1871 la famiglia lasciò Göteborg per Varberg dove Wilhelm aprì il proprio studio fotografico. La cittadina era in espansione: le industrie si stavano sviluppando, la ferrovia era in costruzione e d'estate Verberg diventava un rinomato centro termale in grado di attirare molte persone. La fotografia era un fenomeno di gran moda perciò un atelier avrebbe richiamato molti clienti. La famiglia Ranch era peraltro molto numerosa poiché nel frattempo i coniugi avevano avuto ben 15 figli, anche se solo dieci raggiunsero l'età adulta.
Mentre il padre divenne proprietario di una cava di granito, molto redditizia per l'epoca, la figlia Mathilda nel 1882 rilevò lo studio fotografico del padre e lo gestì per 40 anni. Oltre che dal padre aveva imparato la professione anche presso un altro affermato fotografo a Göteborg, Axel Lindahl.
Fu anche una imprenditrice di successo aprendo delle filiali a Slöinge, Horred e Kungsbacka, filiali che tenne aperte fino agli anni Venti del Novecento. Negli anni ebbe molte apprendiste, per lo più donne, desiderose di apprendere le tecniche fotografiche, di cui cinque dipendenti fisse ed un dipendente uomo, Elof Ernwald, che svolse le funzioni di contabile.
Secondo i registri fiscali, all'inizio del Novecento Mathilda era una delle residenti più ricche della città, però, essendo donna ed anche non sposata, non aveva che pochissimi diritti e scarsa influenza politica. Appare assai probabile che questo sia stato uno dei motivi che abbiano spinto Ranch a partecipare alla fondazione dell'associazione locale per il suffragio femminile nel 1903 "Varbergs Förening för Kvinnans Politiska Rösträtt" (VFKPR). Con le sue fotografie documentò l'attività dell'associazione ma anche lo sviluppo della città, delle sue industrie, delle sue attività, comprese feste, paesaggi, visite dei reali.
Ranch collaborò attivamente fornendo immagini sia al giornale "Hvar 8 dag" che all'annuario dell'Associazione turistica svedese "Svenska Turistföreningens årsskrift". 
Nel 1922, anche se continuò a fotografare, cedette lo studio a Ernwald, il quale però morì nel 1933. Così lo studio fu rilevato da una sua dipendente Alvina Pihl. L'atelier fotografico di Mathilda Ranch fu chiuso definitivamente negli anni '40. Molte delle sue fotografie sono conservate presso il "Museo di Storia Culturale" di Halland.

## Galleria d'immagini

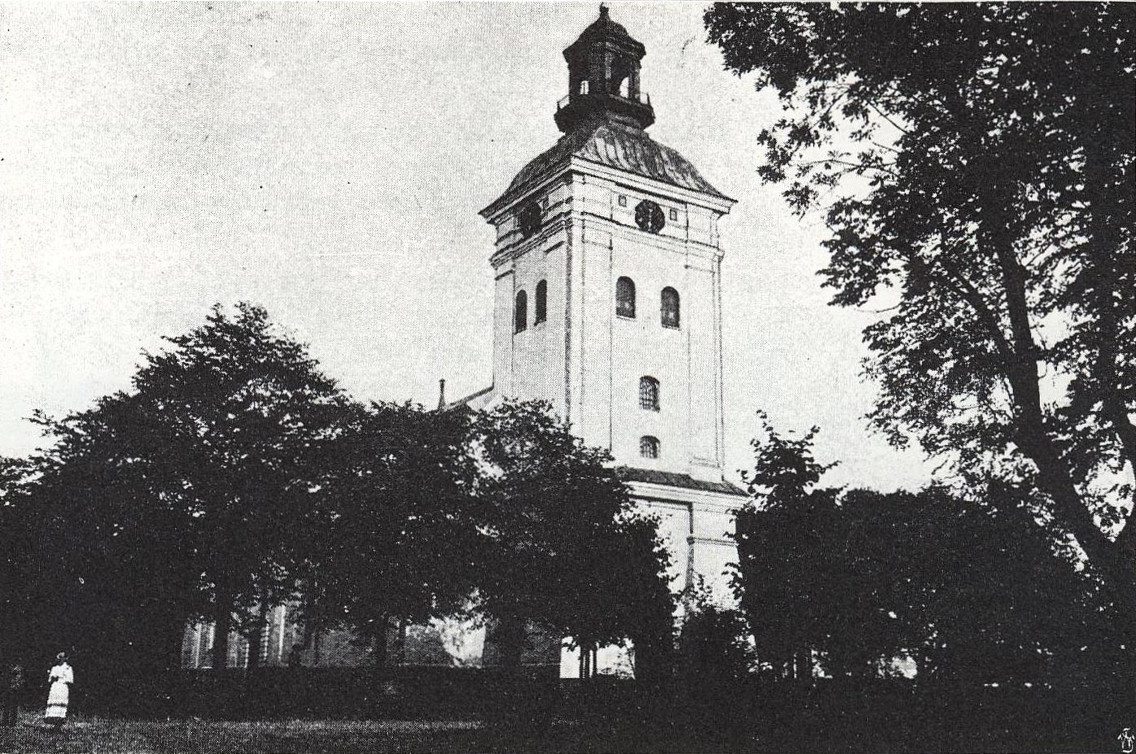
Chiesa di Varburg, prima del 1897
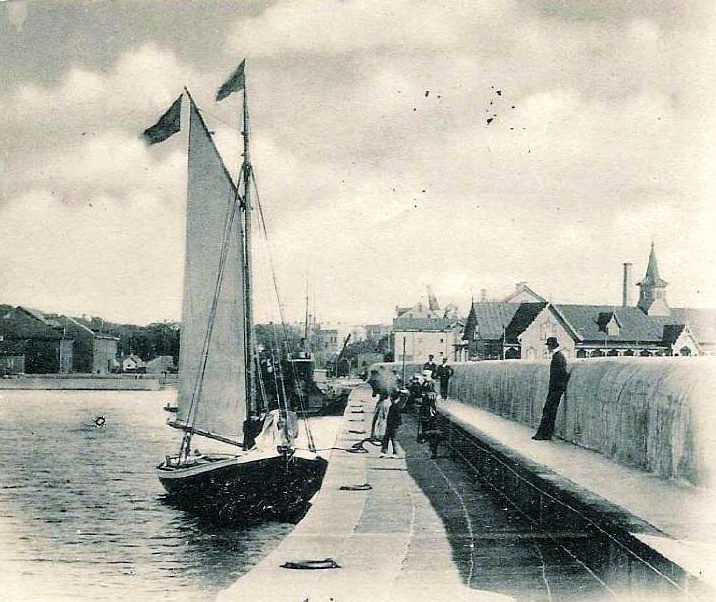
Porto di Varburg, 1900 circa
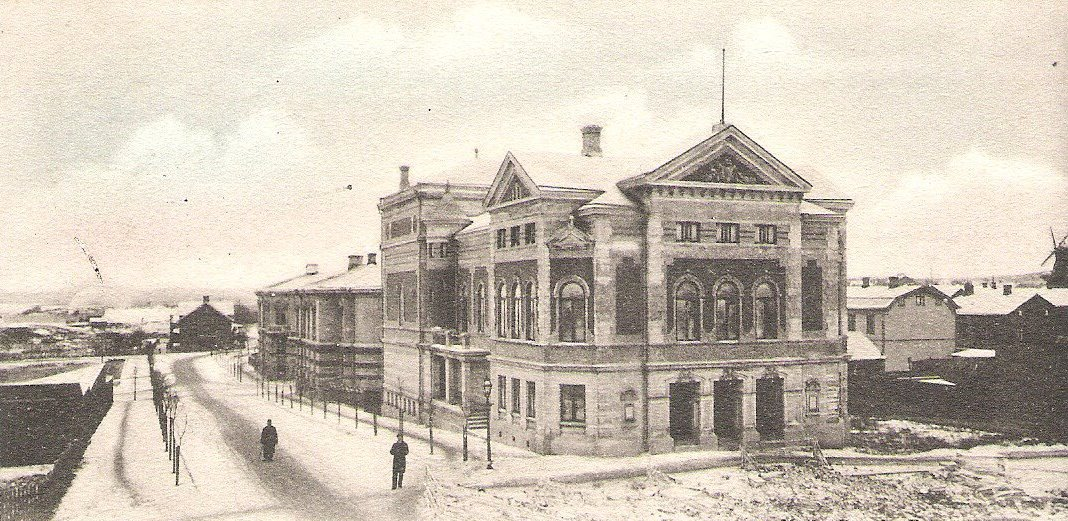
Teatro di Varberg, 1900 circa
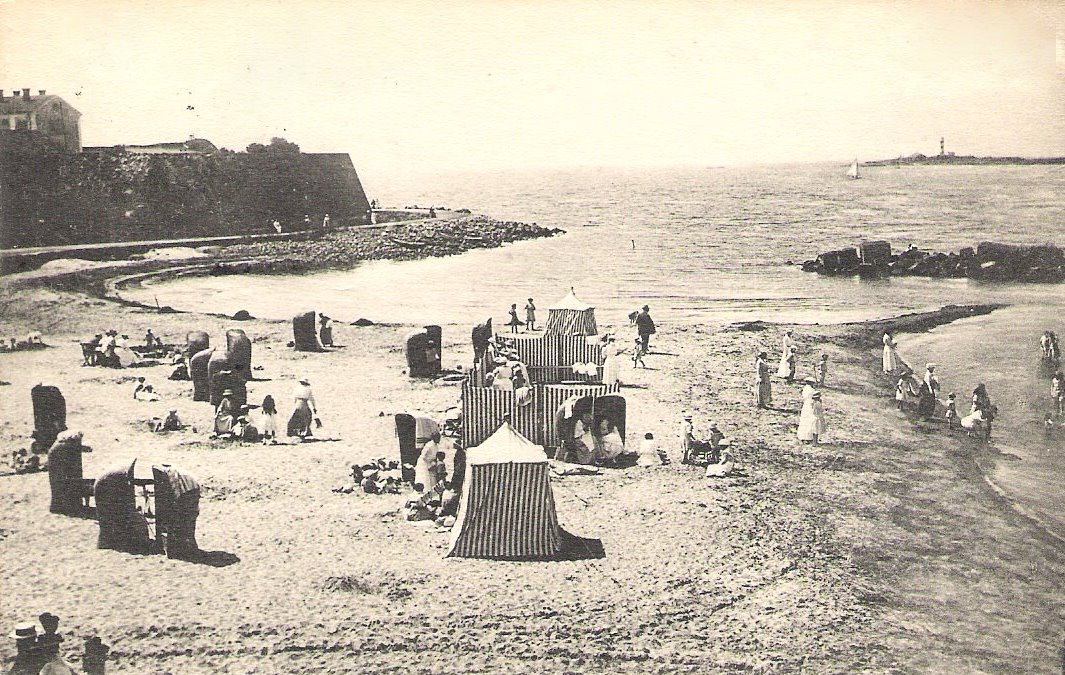
Spiaggia di Varburg, primi anni del XX secolo
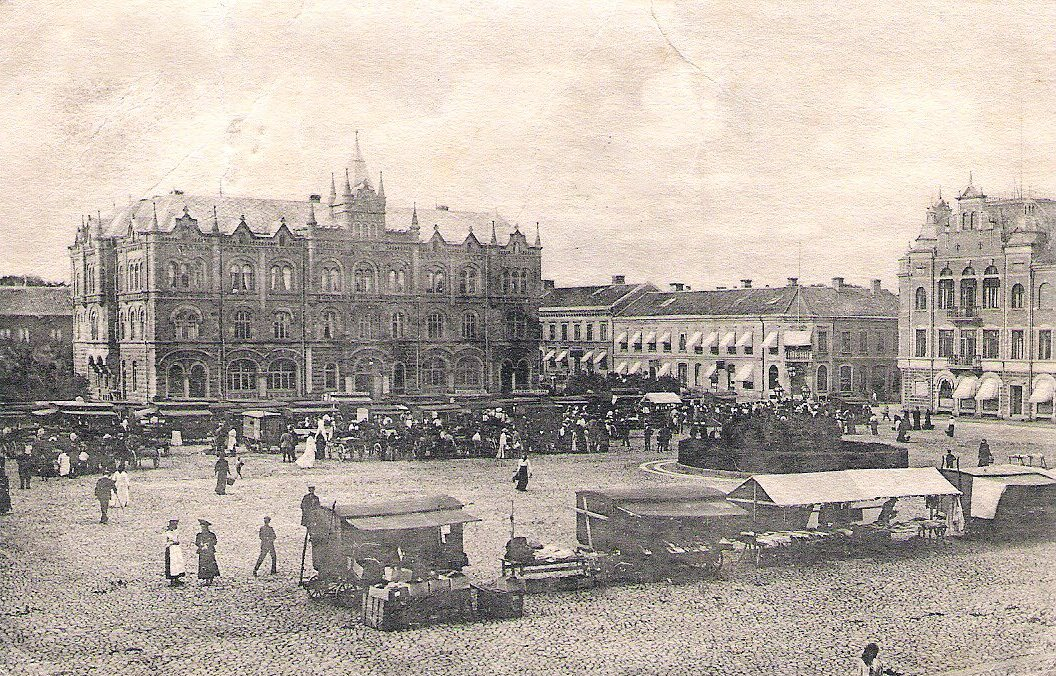
Piazza del mercato di Varburg, primi anni del XX secolo
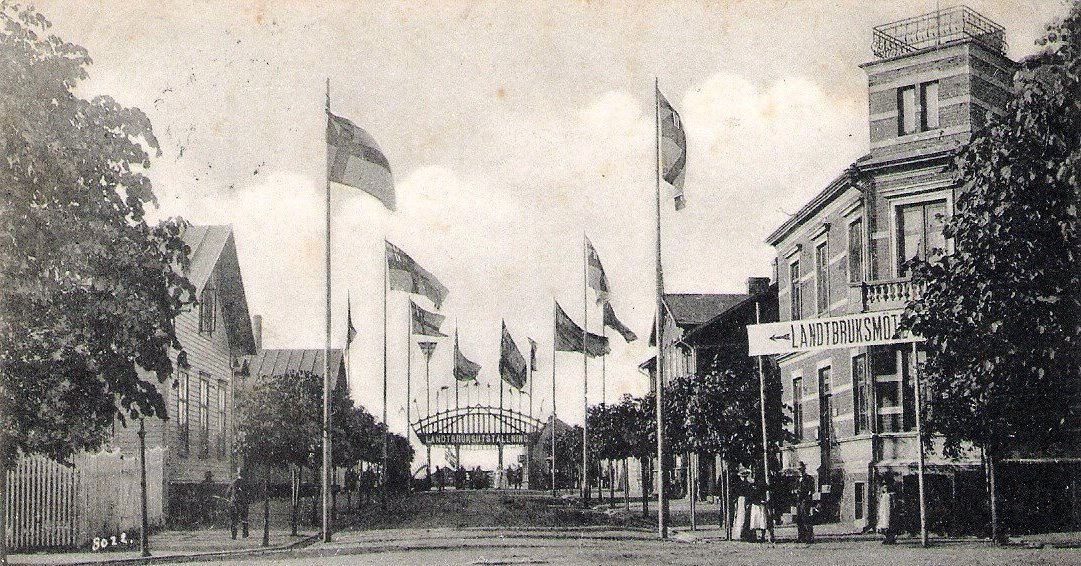
L'ingresso alla fiera agricola di Varberg nel 1904